# Boiotien
Boiotien (grekiska Βοιωτία, latin Boeotia), ibland Beotien, är en regiondel (perifereiakí enótita) i Grekland, till 2010 prefekturen Nomós Voiotías. Boiotien ligger i regionen Grekiska fastlandet och har huvudorten Livadeia. I sydost angränsas det av Attika, i norr av Fthiotis och i väster av Fokis. I nordost ligger Euboia-sundet och i söder Korintiska viken.

## Geografi
Större delen av Boiotien utgörs av en av höga berg omgiven dalslätt, i vars djupaste del tidigare den stora sjön Kopais låg. Sjön är torrlagd sedan 1800-talet, men området där den låg kallas ännu Kopaida. Genom Kopaida rinner floden Kefissos. I syd och sydväst är det bergigt, bland annat tillhör berget Helikon och delar av bergskedjan Parnitha Boiotien.

## Administrativ indelning
Regiondel är indelad i sju kommuner. Den tidigare perfekturen var indelad i 20 kommuner.

- Dimos Aliartos
- Distomo-Arachova-Antikyra
- Dimos Livadeia
- Dimos Orchomenos
- Dimos Tanagra
- Dimos Thebes

## Antiken

Boiotien under antiken

Boiotien var känt redan i forntiden. Dess invånare var, särskilt bland atenarna, beryktade såsom råa i sina seder och utan intresse för andlig odling. I den grekiska mytologin låg sånggudinnornas hemvist i det i landets södra del belägna berget Helikon, och källorna Aganippe och Hippokrene, som rann upp på dess sidor, lär ha haft förmågan att förläna skaldegåva. Som Boiotiens urinvånare nämns aoner, pelasger, minyer, kadmeer och andra stammar som redan under förhistorisk tid blivit undanträngda eller kuvade av de från Thessalien invandrade boioterna. Landet var fördelat mellan ett antal sinsemellan självständiga städer, bland vilka Thebe, Orchomenos, Koroneia, Lebadeia, Haliartos, Thespiai, Tanagra och Plataiai var de förnämsta. Tillsammans bildade dessa städer det beotiska förbundet. I spetsen för detta stod så kallade boiotarker, som var mellan sju och tretton till antalet och valdes ut av varje stat. Thebe, som var den mäktigaste bland städerna och innehade ungefär en tredjedel av Boiotien, strävade dock ständigt, och tidtals med framgång, att bringa de övriga under sitt herravälde och att härska över Boiotien såsom helstat. Då Thebes härskaranspråk var tillbakaträngda genom de övriga städernas motstånd eller genom andra makters ingripande, tycks förbundets sammanhållning ha varit ganska lös. Förbundet fortlevde, om även med förändrad organisation, under romersk tid.

## Berömda personer från Boiotien
- Skalderna Hesiodos och Pindaros
- Fältherrarna Epameinondas och Pelopidas
- Historieskrivaren Plutarchos